# 日本寿司検定
日本寿司検定（にほんすしけんてい）は、一般社団法人日本寿司協会（Japan Sushi Association）認定の検定試験であり、寿司に対する理解を深め、寿司の技術の向上及び発展に与（くみ）し、美しき所作・作法、寿司にまつわる日本の伝統文化を広く伝播することを目的として実施されている。
同協会では、元文部科学副大臣の池坊保子が代表理事を務め、内閣官房長官及び文部科学大臣を歴任した河村健夫が理事を務めている。
また、「日本寿司検定」、略称の「すし検」及び「寿司検」は、それぞれ商標登録等されており（登録第6444396号、第6723774号及び第6738032号）、検定合格者には一般社団法人日本寿司協会から認定書が授与される。

## 概要
オンライン上で資格が取得できることができ、寿司を作る実技を含むことに最大の特徴を有する。この点から、寿司検定は寿司職人の養成にも直結するものである。受験者は調理する様子を動画にてアップロードすることで、検定の合否が判定される。合格すると、自分の調理する様子を世界に発信し、PRすることも可能となっている。

## 実施日と場所
2級、3級、4級は随時オンラインで受け付けており、常時、受験可能となっている。1級のみオンラインに加え、協会認定されている寿司店舗にて実技検定を行なう。

## 受験級
受験級は、1級、2級、3級、4級の4段階でレベル分けされている。
1級は、高級店の大将クラスの実技能力と知識を有し、日本文化の伝道師にふさわしい人材に授与され、2級は、寿司店のカウンターにて客にふるまうことが可能なレベルに授与される。
3級は、寿司の基本が身についており、ゲストに対して寿司でのもてなしができるレベルに授与され、4級は、魚を捌くことができ、趣味で気軽に取得できるレベルに授与される。